# Karlstejnia norvegica
Karlstejnia norvegica är en urinsektsart som beskrevs av Fjellberg 1974. Karlstejnia norvegica ingår i släktet Karlstejnia, och familjen blekhoppstjärtar. Arten är reproducerande i Sverige.